# Strandkorb

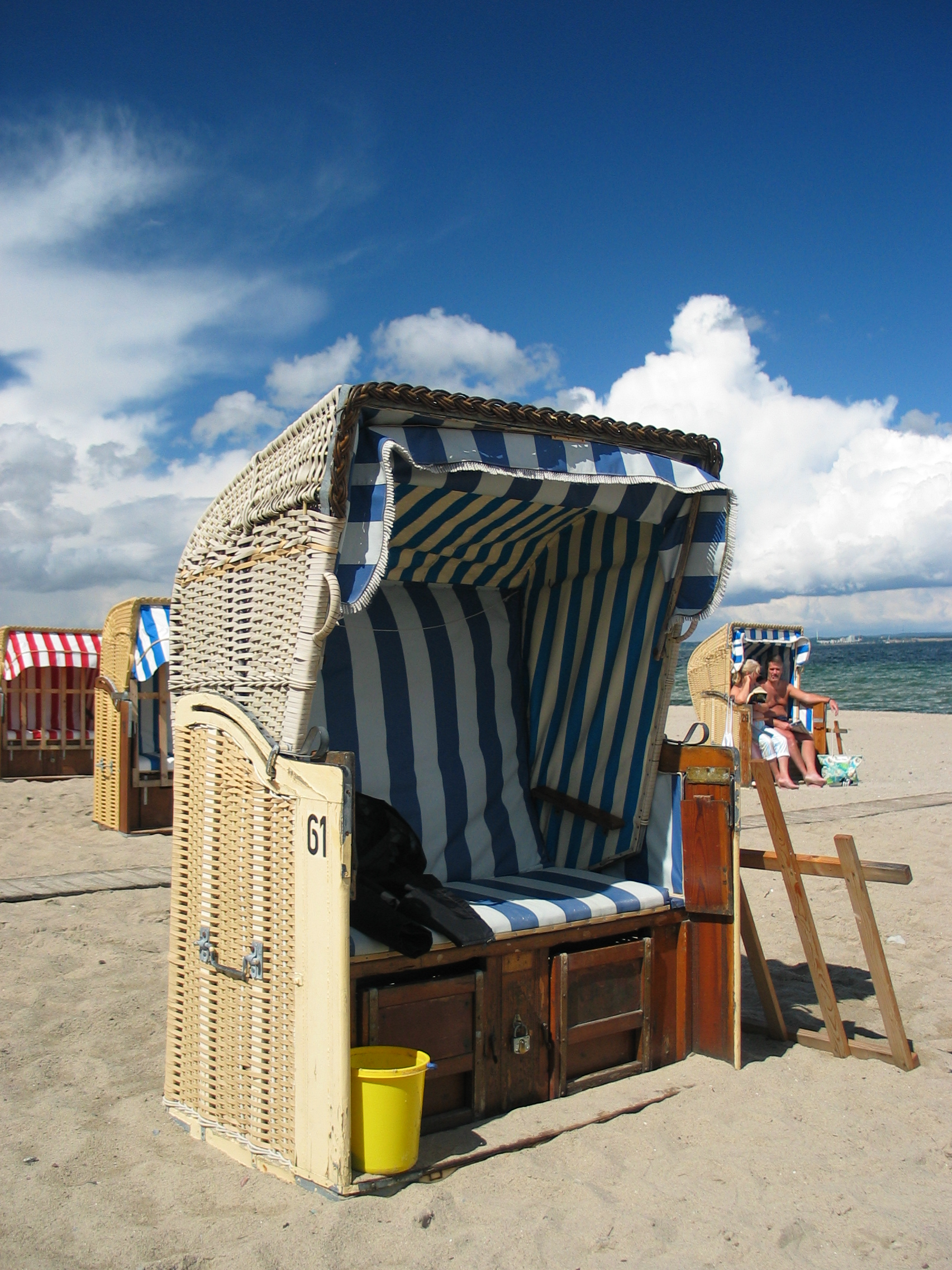
Uno Strandkorb

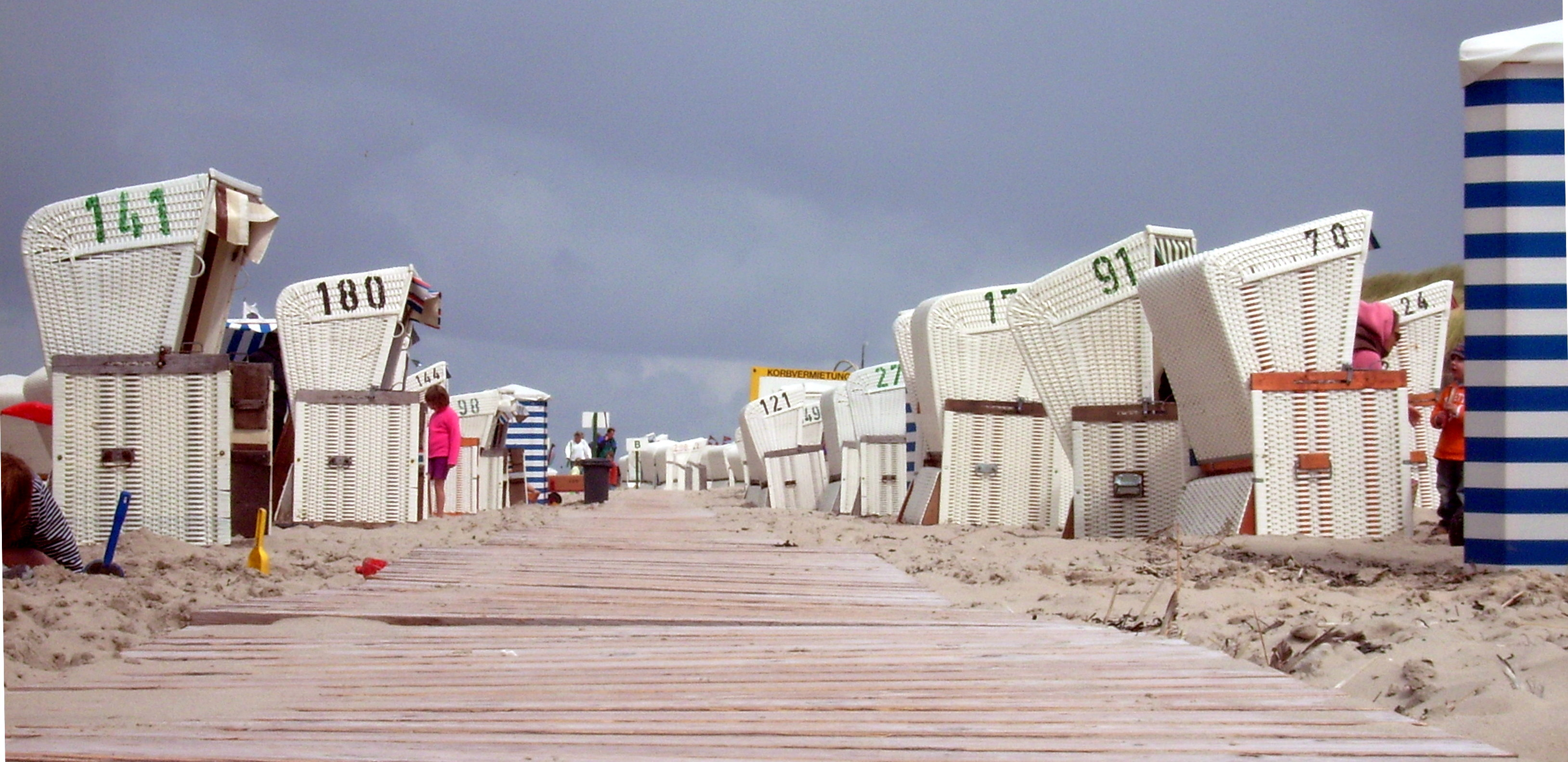
Strandkörbe sull'isola di Baltrum (Bassa Sassonia)

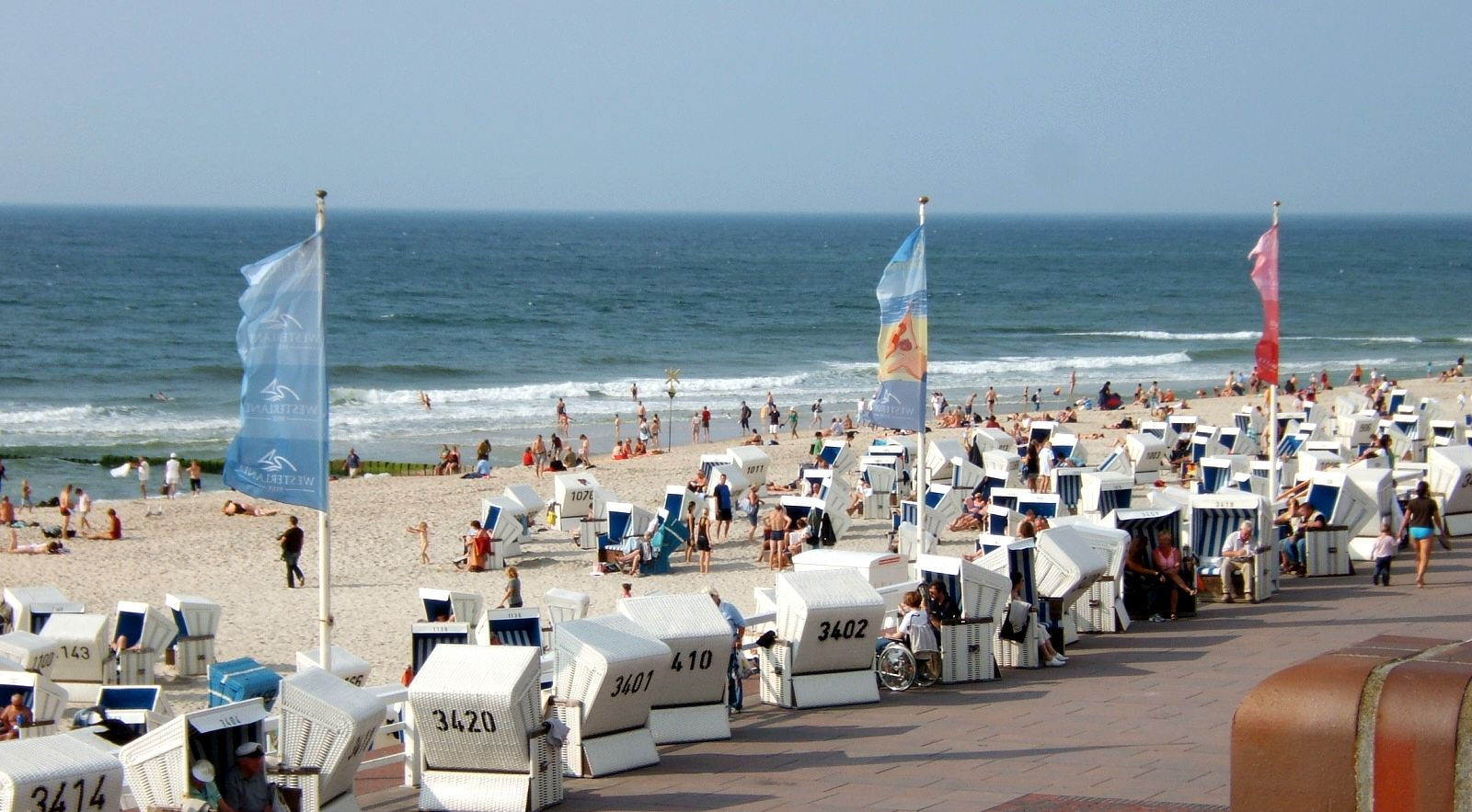
Strandkörbe a Westerland (isola di Sylt, Schleswig-Holstein)

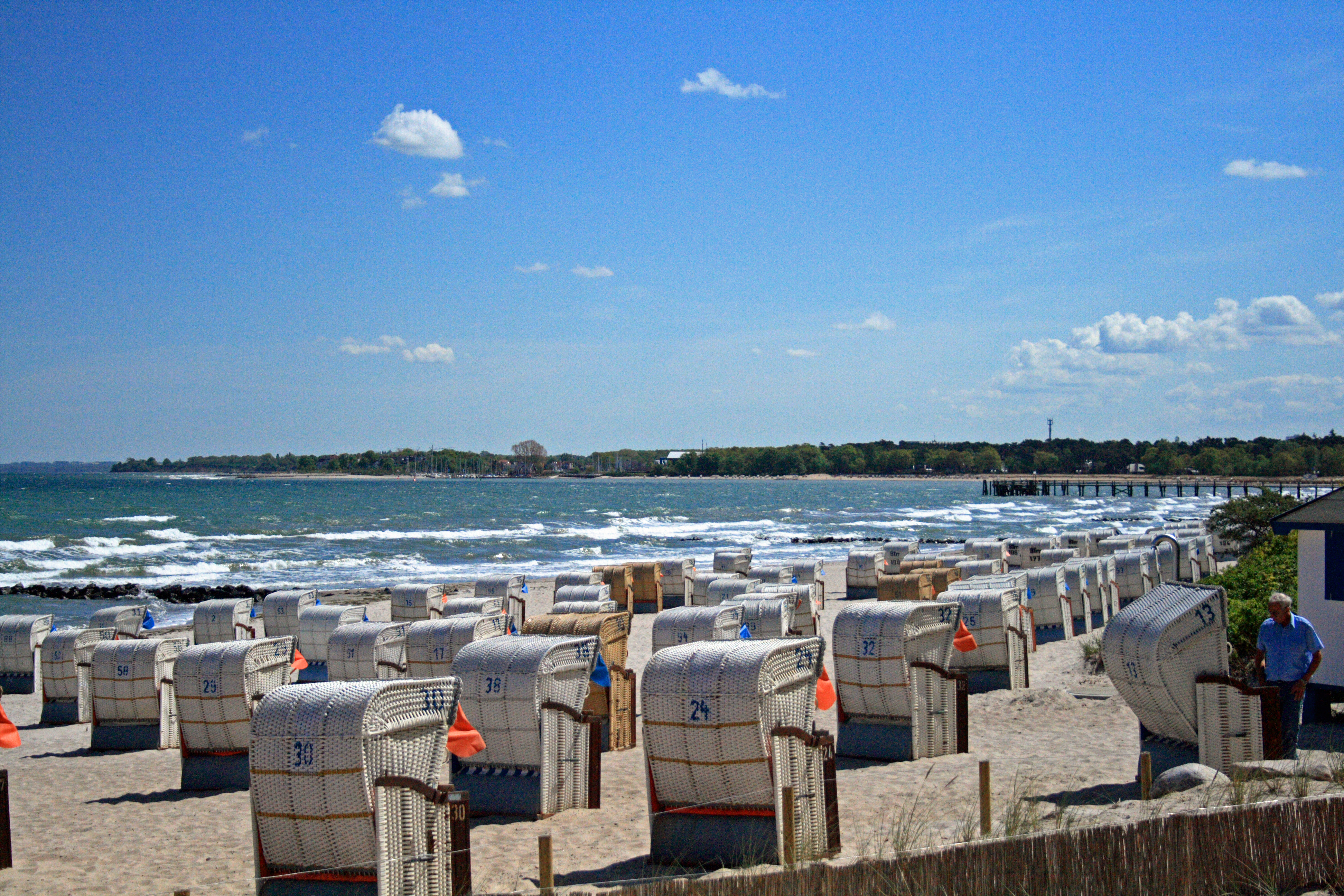
Strandkörbe a Timmendorfer Strand (Schleswig-Holstein)

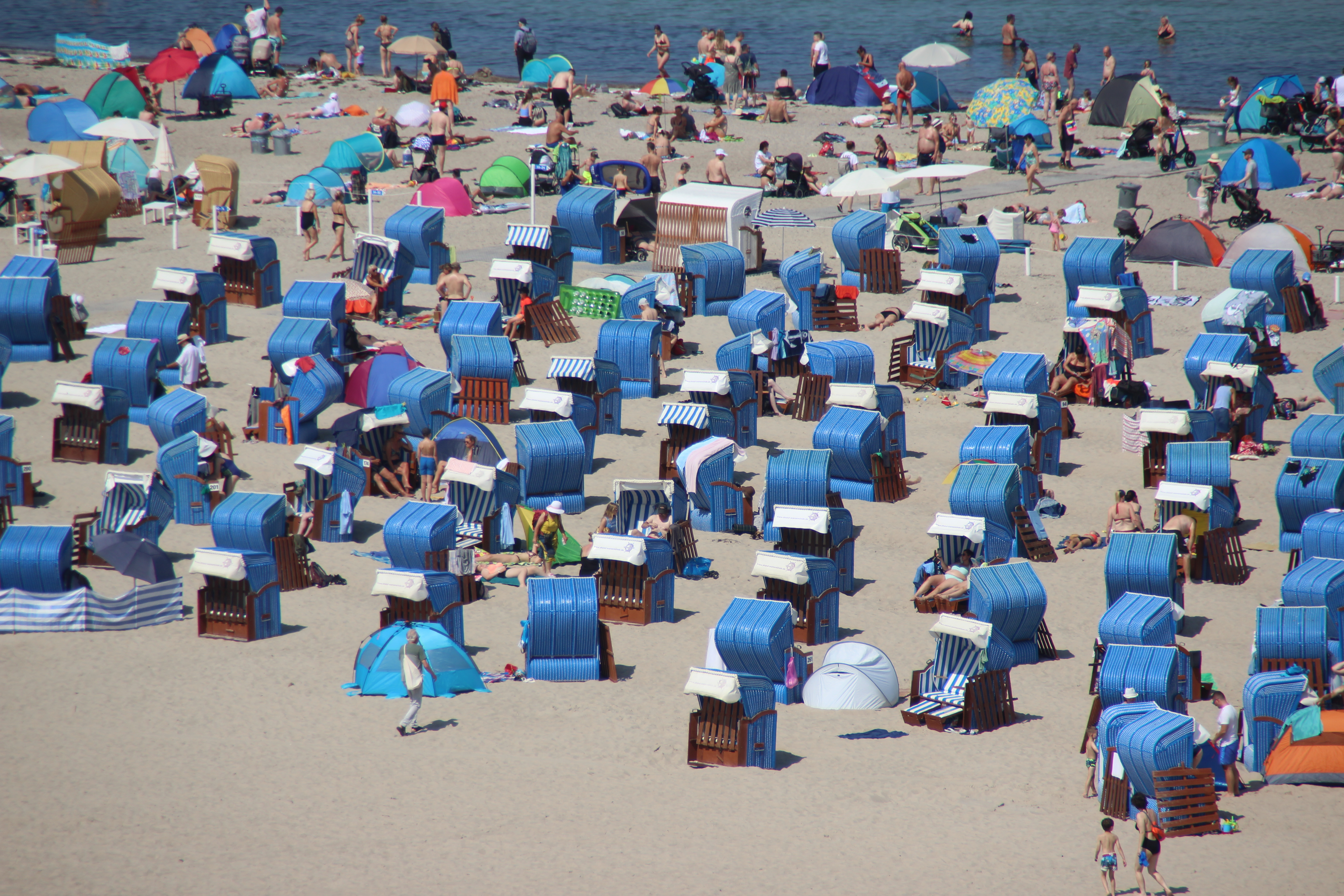
Strandkörbe di Warnemünde

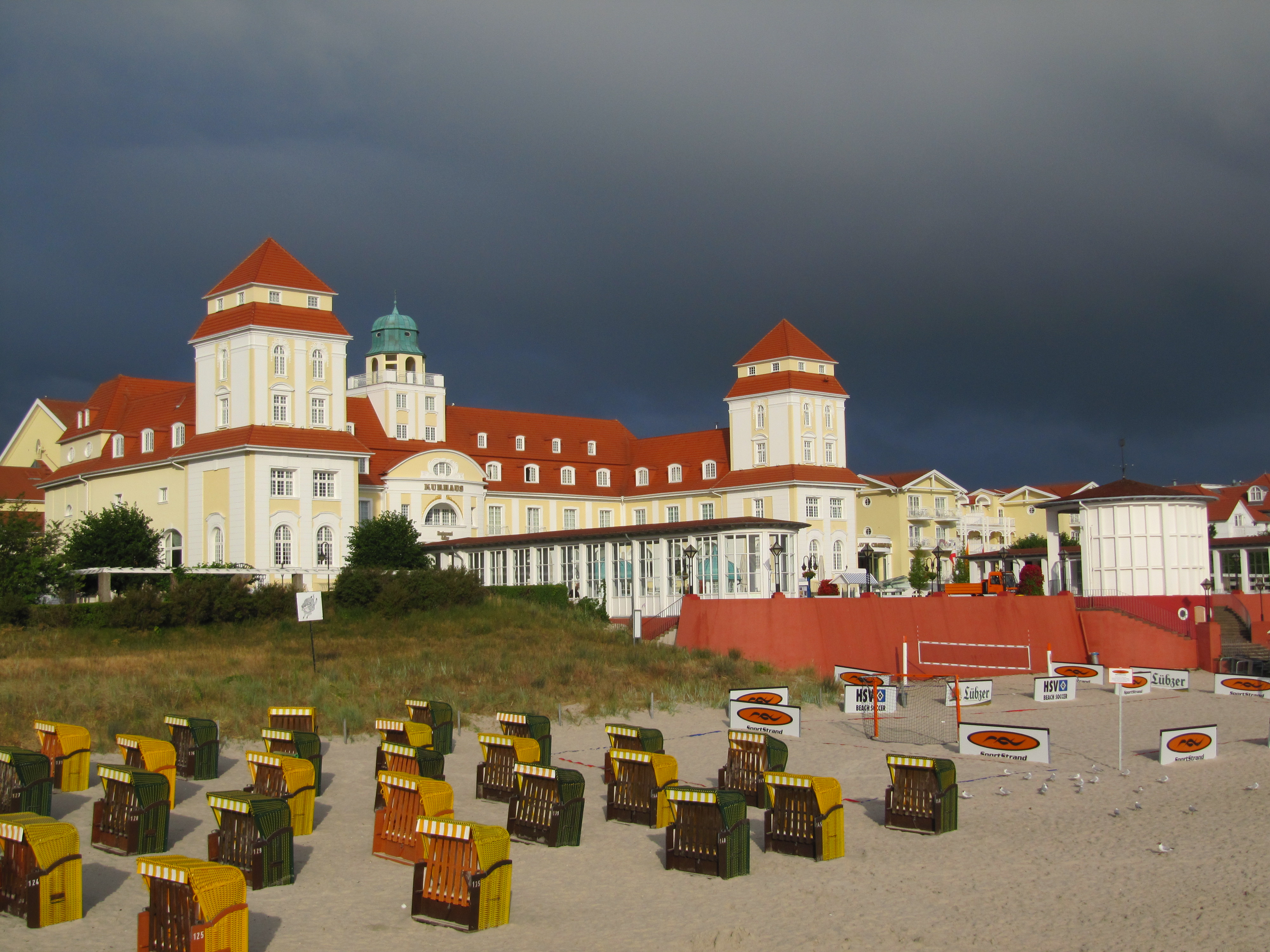
Strandkörbe di fronte al Kurhaus di Binz (Isola di Rügen)

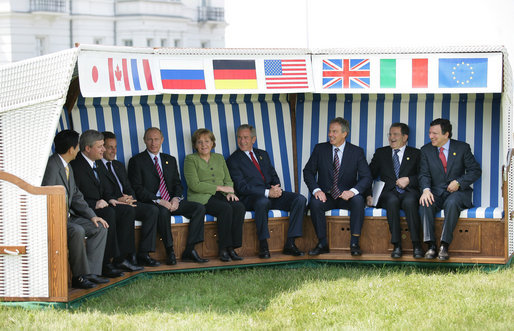
I partecipanti al G8 tenutosi nel 2007 a Heiligendamm seduti in uno Strandkorb adattato per l'occasione

Uno Strandkorb (pron.:/'ʃtRaŋtkoRp/; letteralmente: "cesto da spiaggia", formato da ted. Strand, "spiaggia" + ted. Korb, "cesto"; plur.: Strandkörbe) è una sorta di sedia a sdraio a forma di cesta con rivestimento in vimini, diffusa soprattutto nelle spiagge della Germania del Nord, sia del Mare del Nord che del Mar Baltico (ma che si ritrova anche in Danimarca), ed utilizzata sin dalla fine del XIX secolo come riparo dal vento, dal sole o dalla pioggia.
L'invenzione risale al 1882 e si deve a Wilhelm Bartelmann (1845-1930). Lo Strandkorb si presenta in due varianti, quello con copertura "dritta", usato sulle spiagge del Mare del Nord, e quello con copertura "arrotondata", usato invece sulle spiagge del Mar Baltico.

## Descrizione e funzionamento
Uno Strandkorb raggiunge un'altezza di circa 160 cm, una larghezza di 120 cm e pesa normalmente tra i 70 e gli 80 kg. La base è solitamente realizzata in pino o abete.
|  |

## Storia
Di antesignani dello Strandkorb, ovvero di sedie coperte, si hanno notizie già a partire dal XVI secolo: sono attestati ad Amburgo (1595), Lubecca (1611), Brema (1648) e Colonia (1773).
Il primo vero e proprio Strandkorb della storia fece tuttavia la sua apparizione il 15 giugno 1882 e fu realizzato da un cestaio di Rostock trentasettenne, tale Wilhelm Bartelmann (che operava nel settore dal 1870), per una certa Elfriede von Maltzahns, una signora affetta da reumatismi, che si recava spesso in villeggiatura a Warnemünde, ma che - a causa della sua malattia - non poteva trascorrere molto tempo in spiaggia.
Inizialmente, l'oggetto, chiamato in origine "Strandstuhl" (sedia da spiaggia), assomigliava non tanto ad una cesta, quanto piuttosto ad una cassa. In seguito, Bartelmann pubblicizzò la sua invenzione attraverso un'inserzione su un giornale locale che diceva "Per proteggervi dal sole e dal vento, usate gli Strandkörbe di Bartelmann!". Dopo questa inserzione, l'uso dello Strandkorb iniziò lentamente a diffondersi, e prese piede soprattutto dopo l'apertura, nel 1894, da parte della moglie di Bartelmann, Elisabeth, di uno stabilimento balneare nei pressi del Faro di Warnemünde in cui vi fu per la prima volta la possibilità di affittare degli Strandkörbe. In seguito, vista la crescente domanda, anche altri artigiani furono impegnati nella realizzazione di Strandkörbe. Già nel 1897, fu ideato da Johann Falck il sistema meccanico che consente tuttora l'apertura degli Strandkörbe.
|  |  |  |

Agli inizi del XX secolo, lo Strandkorb era già diventato un elemento immancabile in tutte le spiagge tedesche e Bartelmann riforniva tutte le località balneari sul Mar Baltico, dallo Schleswig-Holstein al Meclemburgo-Pomerania Anteriore.
|  |  |

## Lo Strandkorb in letteratura
- Questo oggetto viene citato, sia come Strandkorb che come Sitzkorb, nel romanzo di Thomas Mann I Buddenbrook (1901)[8]

## Lo Strandkorb nell'arte
Lo Stradkorb si ritrova in diversi dipinti, quali:
- Strand in Noordwijk bei Sturm (1908) di Max Liebermann[9]
- Steilküste von Ahrenshoop (1911) di Marianne von Werefkin[10]
- Der Strand bei Heringsdorf (1915) di Erich Büttner[11]

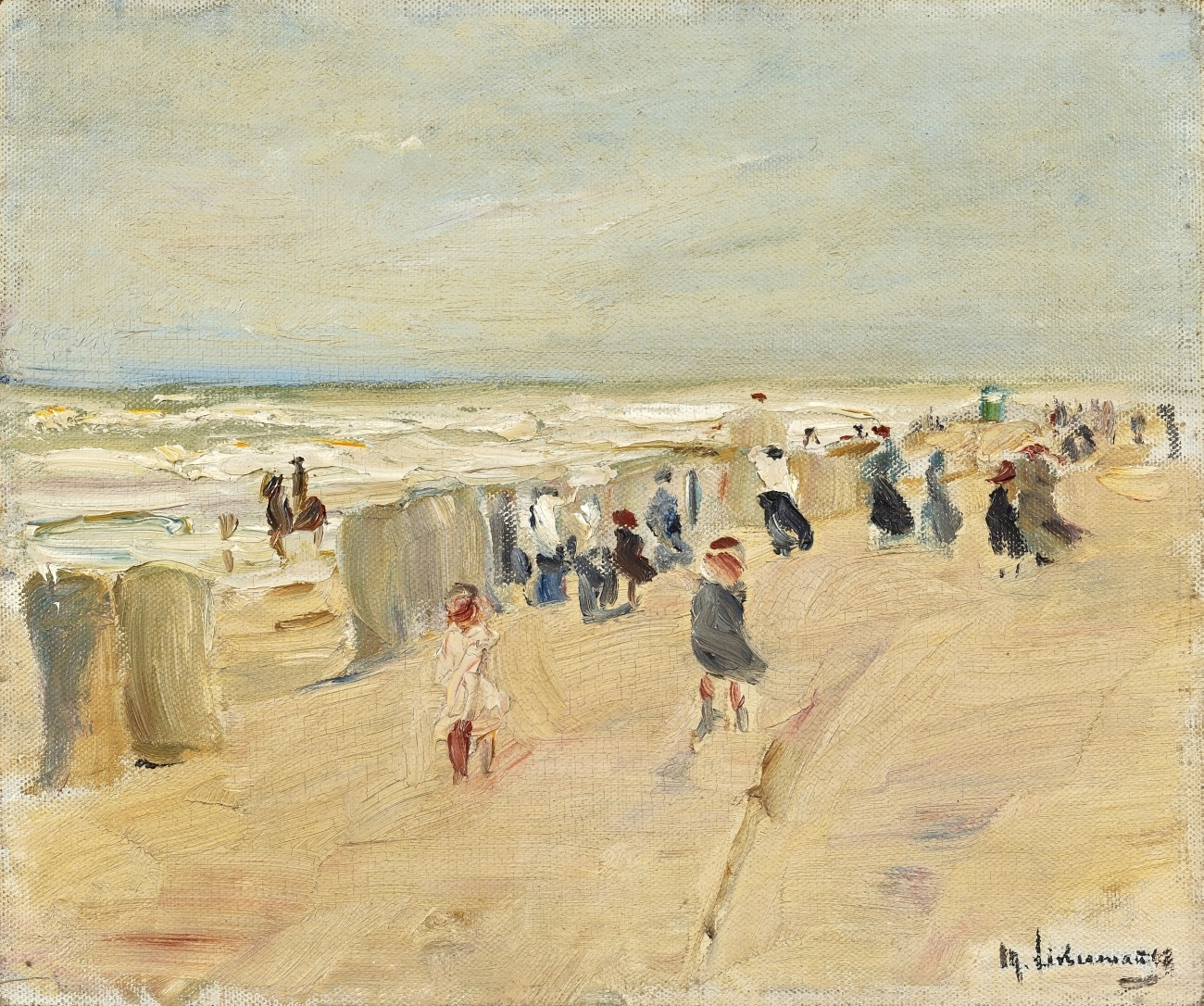
Strand in Noordwijk bei Sturm (1908) di Max Liebermann
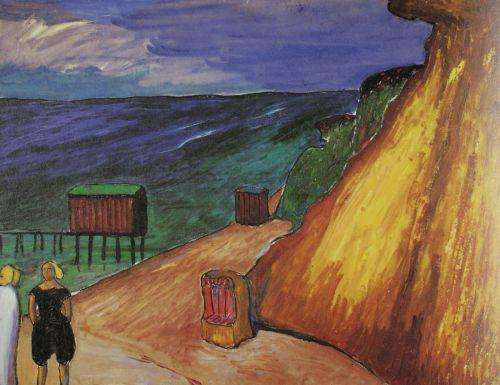
Steilküste von Ahrenshoop (1911) di Marianne von Werefkin
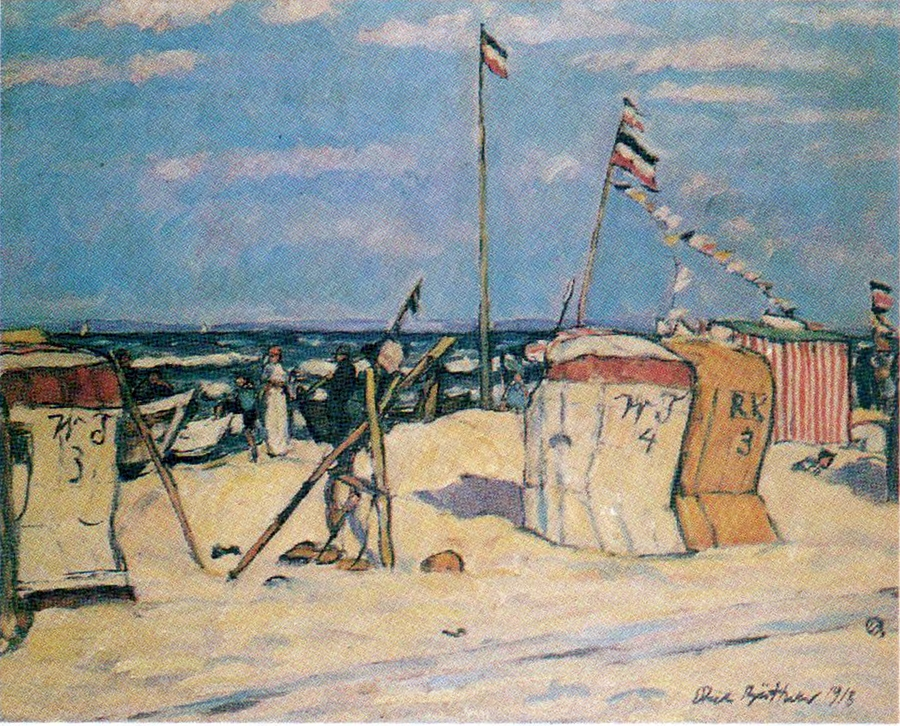
Der Strand bei Heringsdorf (1915) di Erich Büttner

## Lo Strandkorb nel cinema e nelle fiction
- Gli Strandkörbe fanno puntualmente la loro comparsa in serie televisive tedesche quali La nostra amica Robbie (Hallo Robbie!), ambientata sull'isola di Rügen, e Guardia costiera (Küstenwache), ambientata a Neustadt e dintorni